# Гамарня (Гомельская область)
Гамарня (бел. Гамарня) — упразднённая деревня в Вербовичском сельсовете Наровлянского района Гомельской области Беларуси.
В связи с радиационным загрязнением после катастрофы на Чернобыльской АЭС жители (6 семей) переселены в 1986 году в чистые места, преимущественно в Валавск Ельского района. С 2005 года исключена из данных по учёту и регистрации административно-территориальных и территориальных единиц как фактически несуществующая.
В связи с чрезвычайно высокой радиационной загрязнённостью все строения разрушены и захоронены под толстым слоем земли.
Около деревни расположено месторождение железняка.

## География

### Расположение
На территории Полесского радиационно-экологического заповедника.
В 16 км на юг от Наровли, 41 км от железнодорожной станции Ельск (на линии Калинковичи — Овруч), 196 км от Гомеля.

## Транспортная сеть
Транспортные связи по просёлочной, а затем автодороге Киров — Наровля.

## История
По письменным источникам известна с XIX века как село в Наровлянской волости Речицкого уезда Минской губернии. В 1931 году жители вступили в колхоз. Во время Великой Отечественной войны 11 жителей погибли на фронте. В 1986 году входила в состав колхоза «Восток».

## Население

### Численность
- 1986 год — жители (6 семей) переселены.

### Динамика
- 1908 год — 16 дворов, 117 жителей.
- 1959 год — 76 жителей (согласно переписи).
- 1986 год — 6 дворов, 13 жителей.
- 1986 год — жители (6 семей) переселены.